# Arctosa schweinfurthi
Arctosa schweinfurthi este o specie de păianjeni din genul Arctosa, familia Lycosidae. A fost descrisă pentru prima dată de Strand, 1906.
Este endemică în Etiopia. Conform Catalogue of Life specia Arctosa schweinfurthi nu are subspecii cunoscute.